# Asteropeia multiflora
Asteropeia multiflora är en tvåhjärtbladig växtart som beskrevs av Louis Marie Aubert Du Petit-Thouars. Asteropeia multiflora ingår i släktet Asteropeia och familjen Asteropeiaceae. Inga underarter finns listade i Catalogue of Life.